# Cirrospilus floridensis
Cirrospilus floridensis är en stekelart som beskrevs av Evans 1999. Cirrospilus floridensis ingår i släktet Cirrospilus och familjen finglanssteklar. Inga underarter finns listade i Catalogue of Life.